# Фомин, Семён Яковлевич
Семён Я́ковлевич Фоми́н (2 февраля (16 февраля) 1904 — 5 марта 1982) — советский государственный деятель, министр строительного и дорожного машиностроения СССР.

## Биография
Родился в семье рабочего-жестянщика в Москве. С 1920 года работал в качестве ученика слесаря, помощника шофёра гаража Мосгубсоюза, помощника техника Октябрьской железной дороги. С 1922 года работал на заводе АМО в Москве в качестве разметчика и слесаря, одновременно обучаясь на вечернем факультете Московского механико-машиностроительного института им. М. В. Ломоносова. В 1925 году устроился техником на завод им. С. М. Буденного в Москве. В 1926 году призван в ряды Красной Армии. Вернувшись из армии в 1927 году продолжил работу на заводе им. С. М. Буденного в должности техника, а затем стал мастером завода.
Окончив в 1930 году институт по специальности инженера-механика, с 1930 года назначен главным инженером — заместителем директора Краснохолмского зерносовхоза в Оренбургской области. В 1931 году стал начальником технического отдела — заместителем главного инженера завода «Станкопатрон» в Москве. С 1933 года работал на заводе им. Серго Орджоникидзе в Москве — был заместителем главного механика, главным механиком завода, начальником отдела наладки, начальником производства. С 1939 году работал на станкостроительном заводе им. М. Горького в Киеве на должностях главного инженера и директора.
В мае 1941 года вступает в ряды КПСС, становится начальником производственного отдела и членом коллегии наркомата станкостроения СССР. В 1942 году назначается заместителем наркома станкостроения СССР. В 1946 году занимает пост заместителя министра, а с 1 июня 1949 года по 5 марта 1953 года находился на посту Министра строительного и дорожного машиностроения СССР. В марте 1953 года назначен заместителем министра транспортного и тяжёлого машиностроения, а в апреле 1954 года назначен заместителем министра станкостроительной и инструментальной промышленности СССР. В июне 1957 года был назначен начальником отдела станкостроительной и инструментальной промышленности Госплана РСФСР. В мае 1958 года занял пост представителя Госкомитета Совета Министров СССР по внешнеэкономическим вопросам — советник посольства СССР в Китайской Народной Республике по экономическим вопросам. В период с ноября 1960 года по апрель 1963 года находился на пенсии.
В апреле 1963 года вернулся на службу, назначен в аппарат Совета Экономической взаимопомощи консультантом отдела машиностроения. С января 1964 года являлся ответственным секретарём межправительственной советско-чехословацкой комиссии по экономическому и научно-техническому сотрудничеству.
В июне 1968 года стал персональным пенсионером союзного значения.
Умер 5 марта 1982 года. Похоронен на Кунцевском кладбище Москвы.

## Награды и звания
- Орден Отечественной войны 1 степени;
- Два ордена Трудового Красного Знамени (в том числе 22.02.1954)
- Орден Красной Звезды;
- Орден «Знак Почёта»[1].

Имел воинское звание майора.